# مظنون شماره صفر
مظنون شماره صفر (به انگلیسی: Suspect Zero) فیلمی محصول سال ۲۰۰۴ و به کارگردانی ای. الیاس مرتیگ است. در این فیلم بازیگرانی همچون آرون اکهارت، بن کینگزلی، کری-ان ماس، کوین چامبرلین و هری لنیکس ایفای نقش کرده‌اند.